# Långtjärnen (Ströms socken, Jämtland, 708995-147374)
Långtjärnen är en sjö i Strömsunds kommun i Jämtland och ingår i Ångermanälvens huvudavrinningsområde.